# In a Perfect World... (Keri Hilson)
In a Perfect World... is het debuutalbum van r&b-singer-songwriter Keri Hilson. Oorspronkelijk zou het album in 2007 uitgebracht worden, maar werd het meerdere malen uitgesteld. Het album werd 24 maart 2009 in de Amerikaanse uitgebracht; het album zal elders later verschijnen. Het album debuteerde op nummer 4 in de Amerikaanse Billboard 200 met 94 000 verkochte exemplaren in de eerste week.

## Singles
In een interview uit 2007 zei Hilson dat de eerste single "Henny & Apple Juice" zou worden, waarbij de originele couplet van Stat Quo vervangen zou worden door Ludacris. Begin 2008 bracht ze "Get It Girl" digitaal op iTunes uit; deze was echter als promosingle bedoeld. Tijdens de Verizon and People Show onthulde Hilson dat de leadsingle veranderd was: het door Timbaland geproduceerde "Return the Favor" was nu de nieuwe single. Deze uitgave ging ook niet door en "Energy" werd in mei officieel als leadsingle uitgebracht.
In september werden de plannen voor de opvolger bekendgemaakt: "Return the Favor" en de meer clubgerichte "Turnin' Me On", een samenwerking met rapper Lil' Wayne (geproduceerd door Polow da Don), zouden als dubbele A-kant op 7 oktober uitkomen. Op die dag was alleen de eerst genoemde single beschikbaar als download. "Turnin' Me On" verscheen eind november en werd Hilsons eerste solosucces doordat deze de 17e positie bereikte in de Billboard Hot 100. Hilson bevestigde in een videoblog op website YouTube dat "Knock You Down" met Kanye West en Ne-Yo de vierde single zal worden.
In Europa werd "Return the Favor" als eerste single gekozen en deze deed het goed in het Verenigd Koninkrijk door op nummer 19 te debuteren. In Vlaanderen staat het nummer nog in de tipparade. De tweede single is ook bekend, ergens in juni zal "Knock You Down" uitgebracht worden.

## Promotie
Hilson heeft in 2008 veel getoerd waarbij zij enkele nummers van haar album zong. Zij was een van de artiesten bij Lil' Waynes "I Am Music Tour" met T-Pain en de Gym Class Heroes. Ook plaatste ze in de maand voorafgaande aan de verschijning elke dag een filmpje van enkele minuten op het internet waarin ze over aan het album gerelateerde onderwerpen sprak.

## Nummers

### Standaard editie
| Nr. | Titel                                          | Samenstellers                                                                                  | Producer(s)                            | Lengte |
| --- | ---------------------------------------------- | ---------------------------------------------------------------------------------------------- | -------------------------------------- | ------ |
| 1.  | "Intro"                                        | K. Hilson                                                                                      | Timbaland, Danja                       | 1:29   |
| 2.  | "Turnin' Me On" (met Lil' Wayne)               | Jamal Jones, Dwayne Michael Carter, Zak Wallace, Ryan Xzavier                                  | Polow da Don, Danja, No I.D.           | 4:08   |
| 3.  | "Get Your Money Up" (met Keyshia Cole & Trina) | Jamal Jones, Eddie Hayes, Keyshia Cole, Katrina Taylor                                         | Polow da Don, Danja                    | 3:17   |
| 4.  | "Return the Favor" (met Timbaland)             | The Clutch, Timothy Mosley, Walter E-Knock Millsap III                                         | The Clutch, Timbaland                  | 5:29   |
| 5.  | "Knock You Down" (met Kanye West en Ne-Yo)     | K. Hilson, Kanye West, Shaffer Smith                                                           | Danja                                  | 5:26   |
| 6.  | "Slow Dance"                                   | King Soloman Logan, Johnkenum Deon Spivery, Leslie Jerome Harmon, Justin Timberlake, Jim Beanz | King Logan, Johnkenum Sir John Spivery | 4:23   |
| 7.  | "Make Love"                                    | Jamal Jones, Jason Perry, Esther Dean                                                          | Polow Da Don & Jason Perry             | 5:22   |
| 8.  | "Intuition"                                    | T. Mosley                                                                                      | Timbaland & Danja                      | 4:12   |
| 9.  | "How Does It Feel"                             | T. Mosley                                                                                      | Timbaland & Danja                      | 3:59   |
| 10. | "Alienated"                                    | Cory Bold, Timothy "Attitude" Clayton                                                          | Cody Blood & Danja                     | 4:34   |
| 11. | "Tell Him The Truth"                           | N. Hills, Marcella Araica                                                                      | Danja                                  | 4:49   |
| 12. | "Change Me" (met Akon)                         | J. Jones, Aliaune Thiam, Esther Dean, J. Perry, M. Goss                                        | Polow Da Don                           | 4:55   |
| 13. | "Energy"                                       | Louis Biancaniello, Richard Butler, Jr., Sam Watters, Wayne Wilkins ^                          | The Runaways                           | 3:30   |
| 14. | "Where Did He Go"                              | T. Mosely, N. Hills                                                                            | Timbaland & Danja                      | 4:57   |

### Bonustracks
| Nr. | Titel                                                            | Samenstellers                                                                        | Producer(s)                         | Lengte |
| --- | ---------------------------------------------------------------- | ------------------------------------------------------------------------------------ | ----------------------------------- | ------ |
| 15. | "Quicksand"                                                      | N. Hills                                                                             | Danja                               | 3:03   |
| 16. | "Do It"                                                          | Durrell "Tank" Babbs, Joseph A Bereal Jr., Luke Boyd, Roy Hamilton, Anthony M. Jones | Roy "Royalty" Hamilton & Anthony M. | 4:17   |
| 17. | "Hurts Me"                                                       | K. Hilson, Kanye West, Shaffer Smith                                                 | Danja                               | 03:56  |
| 18. | "The Way I Are" (Timbaland met Keri Hilson, D.O.E. en Sebastian) | T. Mosley, N. Hills, B. Muhammad, C. Nelson, J. Maultsby                             | Timbaland, Danja                    | 3:17   |
| 19. | "Scream" (Timbaland met Keri Hilson en Nicole Scherzinger)       | T. Mosely, N. Hills, Nicole Scherzinger                                              | Timbaland, Danja                    | 2:59   |

## Verschijningsdata en commerciële ontvangst
| Datum         | Regio               | Piek | Exemplaren | Status | Label      | Bron  |
| ------------- | ------------------- | ---- | ---------- | ------ | ---------- | ----- |
| 24 maart 2009 | Verenigde Staten    | 4    | 236.000+   |        | Interscope | [ 1 ] |
| 24 maart 2009 | Canada              | 27   |            |        | Interscope | [ 2 ] |
| 31 maart 2009 | Frankrijk           |      |            |        | Universal  |       |
| 17 april 2009 | Zwitserland         | 95   |            |        | Universal  | [ 3 ] |
| 20 april 2009 | Tsjechië            |      |            |        | Universal  |       |
| 24 april 2009 | Polen               |      |            |        | Universal  |       |
| 4 mei 2009    | Verenigd Koninkrijk | 62   |            |        | Polydor    | [ 4 ] |
| 19 mei 2009   | Brazilië            |      |            |        | Universal  |       |
| 29 mei 2009   | Duitsland           |      |            |        | Universal  |       |
|               | Ierland             | 39   |            |        | Interscope | [ 5 ] |
|               | Nieuw-Zeeland       | 23   |            |        |            | [ 6 ] |